# Питимбу
Питимбу (порт. Pitimbu) — муниципалитет в Бразилии, входит в штат Параиба. Составная часть мезорегиона Зона-да-Мата-Параибана. Входит в экономико-статистический микрорегион Литорал-Сул. Население составляет 17 226 человек на 2006 год. Занимает площадь 136,045 км². Плотность населения — 126,6 чел./км².

## Статистика
- Валовой внутренний продукт на 2003 год составляет 40 841 007,00 реалов (данные: Бразильский институт географии и статистики).
- Валовой внутренний продукт на душу населения на 2003 год составляет 2599,19 реалов (данные: Бразильский институт географии и статистики).
- Индекс развития человеческого потенциала на 2000 год составляет 0,594 (данные: Программа развития ООН).

## Климат
Климат местности: тропический.